# Aulacotoma tenuelimbata
Aulacotoma tenuelimbata là một loài bọ cánh cứng trong họ Cerambycidae.